# Galina Bystrovová
Galina Bystrovová (rusky Галина Петровна Быстрова) (* 8. února 1934 – 11. října 1999) byla sovětská atletka, překážkářka a vícebojařka.
V roce 1956 se stala mistryní SSSR v běhu na 80 metrů překážek. Na olympiádě v Melbourne ve stejném roku doběhla ve finále krátkého překážkového sprintu na čtvrtém místě. V roce 1958 se stala dvojnásobnou mistryní Evropy – nejdříve v pětiboji, následující den v běhu na 80 metrů překážek. Na následujícím evropském mistrovství v Bělehradě v roce 1962 obhájila titul v pětiboji, v běhu na 80 metrů překážek obsadila páté místo. V Tokiu o dva roky později se poprvé konala olympijská soutěž v pětiboji, Bystrovová zde obsadila páté místo výkonem 4 956 bodů.